# ونزین
ونزین (به آلمانی: Wensin) یک شهر در آلمان است که در زگه‌برگ واقع شده‌است. ونزین ۸۱۱ نفر جمعیت دارد.